# Iacobeni (okręg Harghita)
Iacobeni (węg. Kászonjakabfalva) – wieś w Rumunii, w okręgu Harghita, w gminie Plăieșii de Jos. W 2011 roku liczyła 388 mieszkańców.